# 韋基文
韋基文(Tamatoa Wagemann，1980年3月18日—)，大溪地足球員，司任中場或後衛。目前效力當地頂級聯賽球隊AS龍隊。

## 生涯
韋基文的球員在德國的第4級聯賽展開。2003年，他效力當地球會SV Linx，並為球隊上陣10場。次年，他轉會到瑞士的FC Alle，並在這兒效力3年。2007年，他加盟法國的SO Cholet。2011年，他又轉會到法國第5級聯賽球隊US Changé。2013年，他返回出生地大溪地，並加盟當地強隊AS龍隊。
國家隊方面，韋基文在2011年首度入選大溪地國家足球隊。2012年，他隨隊參加大洋洲國家杯，並為球隊贏得歷史上首個的錦標。2013年，他也隨隊參加了洲際國家盃。